# Hýl (holub)
Hýl, též holub hýl, je plemeno holuba domácího, které patří mezi nejstarší a nejbarevnější ze všech barevných holubů. Plemeno pochází z Dalmácie a do dnešní podoby bylo prošlechtěno především v Německu. Rozšířený je po celém světě.
Hýlové se tělesnými tvary podobají holubům skalním. Jejich hlava je mírně protáhne klenutá, úzká, zobák je dlouhý a rovný, nejčastěji rohové nebo světlé barvy. Modrokřídlí hýlové mají zobáky tmavé. Oční duhovka je oranžová a oči jsou obkrouženy úzkou, jemnou a narůžovělou obočnicí. Holubi se chovají v hladkohlavé i chocholaté formě, chocholka je jednoduchá, špičatá a na týlu přechází ve zřetelný hřeben. Krk je středně dlouhý, s hladce vykrojeným hrdlem a plynule přechází v přiměřeně širokou a vyklenutou hruď. Záda jsou středně široká a mírně se svažují nazad. Křídla jsou sevřená a jejich letky se nad ocasem nekříží, ocas je úzce složený a jen mírně přesahuje konce křídel. Nohy jsou středně vysoké, běháky jsou červené, bez rousů.
Tento holub je nápadný svým peřím. Tmavý pigment hýla je na celém těle s výjimkou křídel a ocasu redukován na tmavší bronzovou nebo světlejší zlatou barvu, která se vyznačuje výrazným leskem. Křídla a ocas jsou buď černé s výrazným zeleným leskem, modré nebo bílé. U černokřídlých a modrokřídlých ptáků je zbarvení někdy doplněno bělohrotostí, bílými ručními letkami. Všechny barvy jsou syté, čisté, vysoce zářivé a lesklé.
Jsou to plodní ptáci, kteří sami a dobře odchovávají holoubata, dobře létají a mohou i polařit, takže se hodí i do extenzivních užitkových chovů. K dosažení výstavní kondice však potřebují větší péči, vzdušný a suchý holubník, kvalitní krmení a dostatek příležitostí ke koupání.

## Galerie

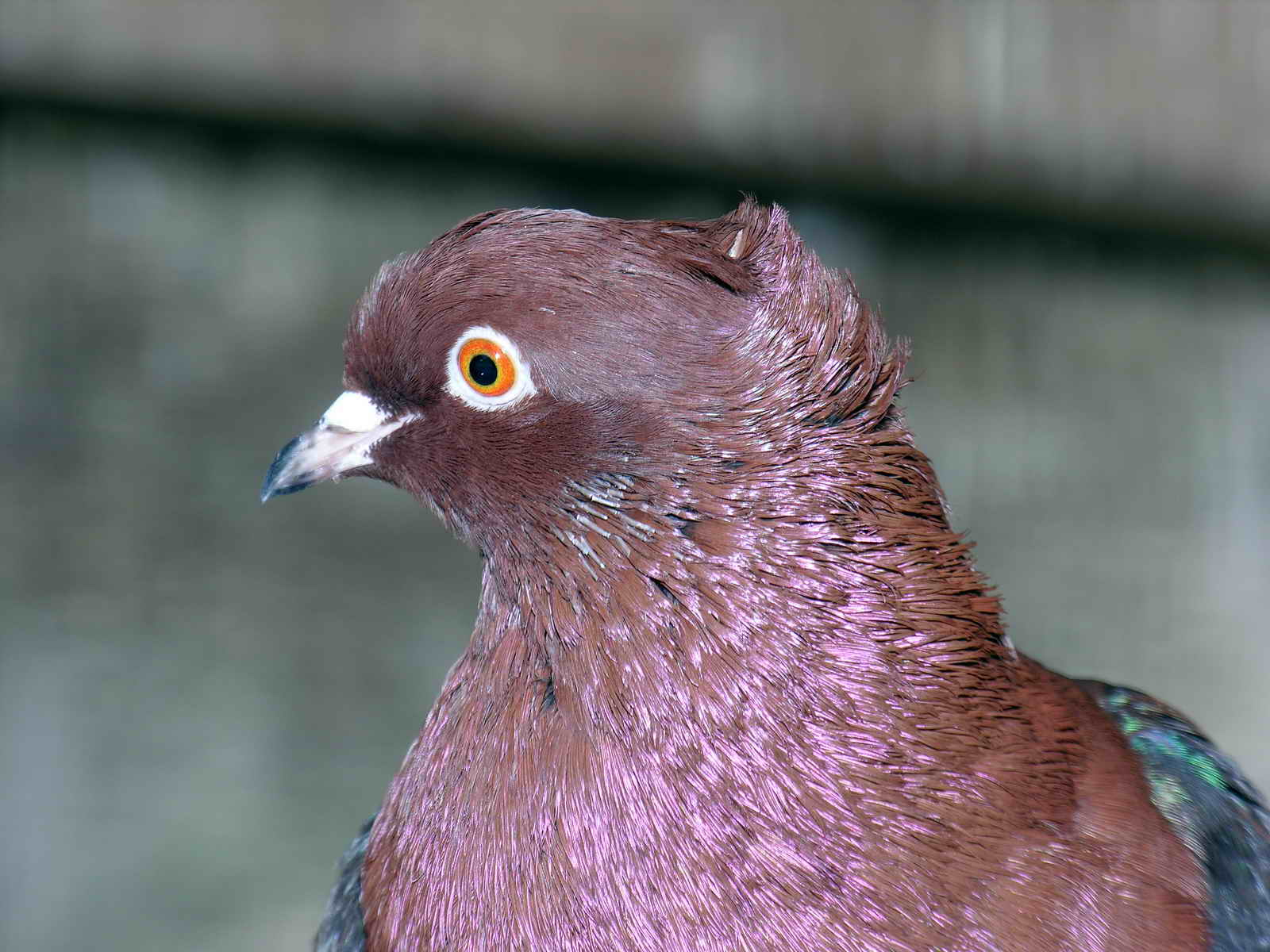
Detail hlavy se špičatou chocholkou
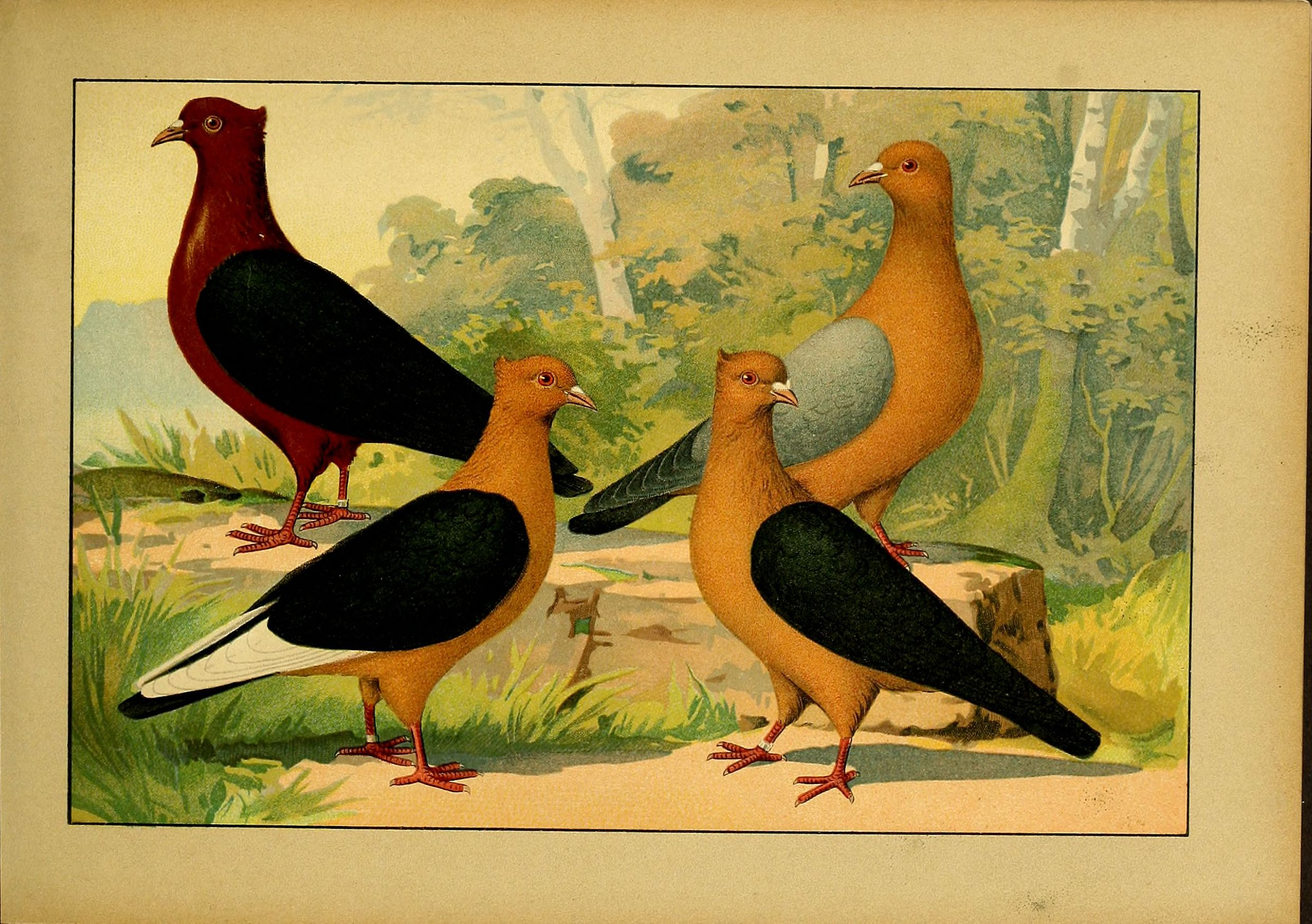
Barevné rázy hýlů: bronzový černokřídlý (vlevo nahoře), zlatý černokřídlý bělohrotý (vlevo dole), zlatý modrokřídlý (vpravo nahoře) a zlatý černokřídlý (vpravo dole)
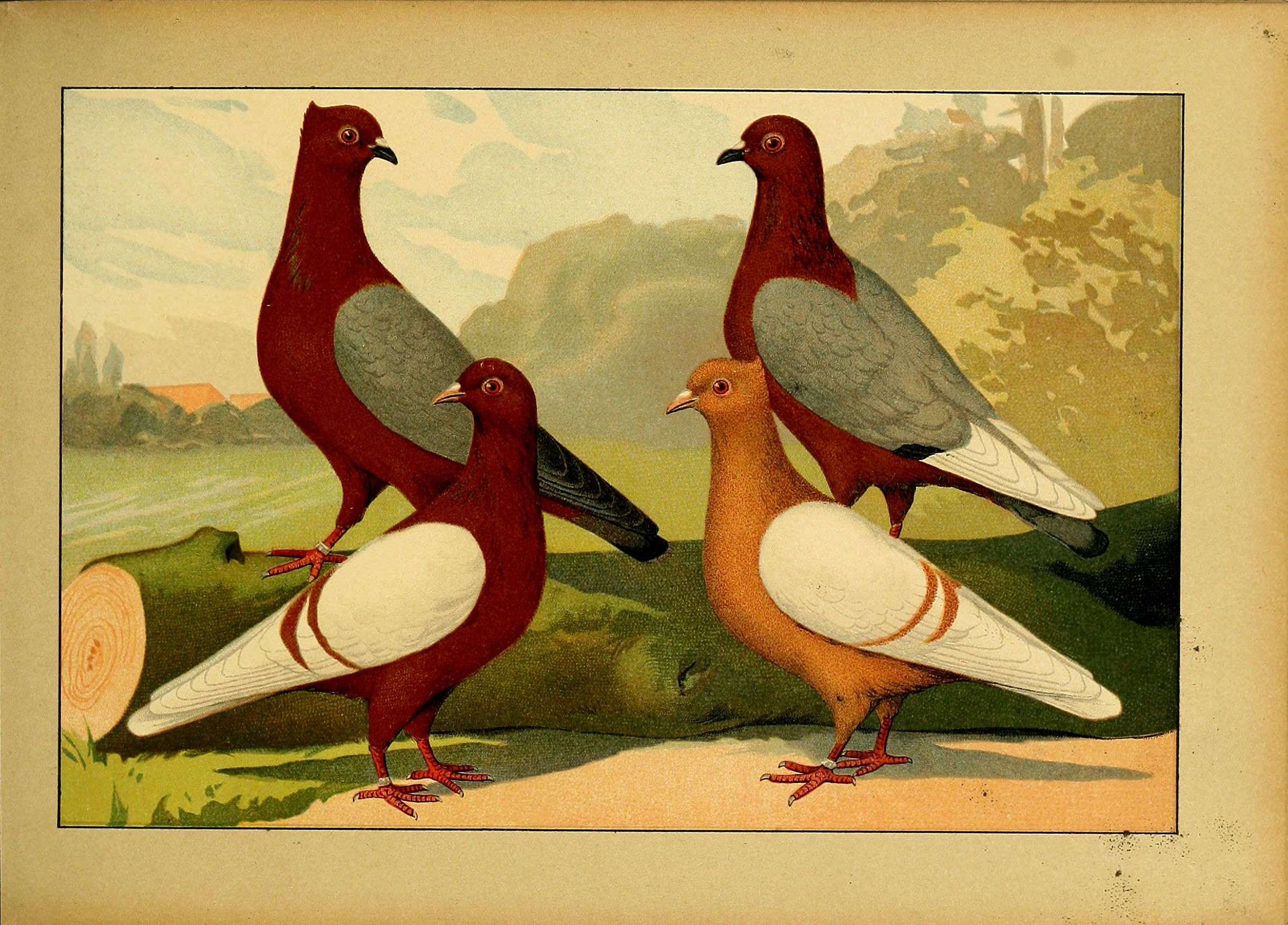
Barevné rázy hýlů: bronzový modrokřídlý (vlevo nahoře), bronzový červenopruhý (vpravo nahoře), bronzový modrokřídlý bělohrotý (vpravo nahoře), zlatý žlutopruhý (vpravo dole)